# Hindy Zoltán
Nagy- és kishindi Hindy Zoltán (Budapest, 1880. május 17. – Budapest, 1951. május 8.) jogász, újságíró, politikus.

## Családja
Nagyapja Hindy Iván (1800–1875) jogász, ügyvéd, táblabíró. Szülei Hindy Géza (1850–1895) MÁV-tisztviselő és Ziska Ilona. Nagybátyja Hindy Kálmán (1841–1913) miniszteri osztálytanácsos, árvaszéki ülnök. Testvére Hindy Iván (1890–1946) honvéd tábornok.

## Életútja
Jogot végzett budapesti egyetemen 1903-ban, majd 1905-ben tette le az ügyvédi vizsgát. 1903 és 1917 között a budapest-vidéki pénzügyigazgatóság számtisztje és a budapesti kataszteri helyszínelési felügyelőség titkára volt. Egyetemistaként írt cikkeket az Alkotmányba, az Új Lapba és a Nemzeti Újságba. Az első világháború végén, 1917-18-ban Esztergomban Nemzeti Munkapárt, utána pedig a ’48-as Alkotmánypárt országgyűlési képviselője volt, a Tanácsköztársaság alatt letartóztatták. Budapesten volt ügyvédi irodája, ahol 1918 és 1928 között főként büntető- és sajtójogi perekkel foglalkozott. 1928-ban lett az Országos Társadalombiztosító Intézet (OTI) jogügyi igazgatója, majd 1932-ben vezérigazgató-helyettese, 1935-től pedig a Magánalkalmazottak Biztosító Intézetének (MABI) vezérigazgatója. 1943-44-ben a budapesti József Nádor Műszaki és Gazdaságtudományi Egyetem (JNMGE) Közgazdaság-tudományi Karán a társadalombiztosítási jog és gyakorlat meghívott előadó tanára volt. Több katolikus társadalmi egyesületben is vezető tisztséget viselt. Halálát szívizomelfajulás, tüdőgümőkór okozta. A Farkasréti temetőben nyugszik testvérével közös sírban.

## Fontosabb művei
- H. Z. képviselőjelölt programbeszéde. – H. Z. beszéde a közszolgálati alkalmazottak háborús segítéséről szóló törvényjavaslathoz. Külön-külön és egybekötve is. (Pécs, 1917)
- Prohászka Ottokár. (Magyar Katholikus Almanach, 1928)
- Igyekezzünk magyarul írni! Egy kis kontárkodás. (Búvár, 1938)
- Részletek a magyar sajtójogból. (Az Országos Magyar Sajtókamara Könyvtára. 5. Bp., 1941)
- Jogorvoslatok a társadalombiztosítás körében. (Munkaügyi Szemle, 1941)
- Jogászhivatás. H. Z. előadása az Országos Nemzeti Klubban, 1942. márc. 7-én. (Az Országos Nemzeti Klub kiadványai. 58. Bp., 1942)
- Miért vagyunk biztosítva a MABI-nál? – A MABI orvosi szolgálata. H. Z. rádióelőadásai. (Bp., 1942 és A MABI orvosi szolgálata. Bp., 1942)
- Társadalombiztosítási tájékoztató. MABI kézikönyv a legújabb jogszabályok alapján. Szerk. Fábry Lászlóval, Paraicz Lászlóval. (Bp., 1943)
- A MABI a második év végén. – A MABI közgyűlése. – A MABI tervei 1944-re. (MABI Tudósító, 1943)
- A korszellem. H. Z. előadása a Középponti Katholikus Körben. (A Középponti Katholikus Kör kiadványai. 1. Bp., 1943)
- A MABI székháza. Többekkel. (Bp., 1944)